# 童八娜
童八娜，南宋鄞州通远乡建奥人。
老虎用嘴咬到了她的祖母，童八娜用手拽住虎尾，祈求以身相代。最后老虎放开了她的祖母，用嘴咬着她走了。林栗侍从父亲为官来到当地，曾经目睹此事。后来担任知州，于是上奏朝廷，建祠祭祀童八娜。